# مجموعه ساختمان‌های دارمشتات
مجموعه ساختمان‌های دارمشتات (به انگلیسی: Darmstadt Artists' Colony) در هسن، آلمان قرار دارد. مجموعه ساختمان‌های دارمشتات از آثار میراث جهانی است که در سال ۲۰۲۱ به عنوان یک اثر فرهنگی با شماره ثبت ۱۶۱۴ در فهرست میراث جهانی یونسکو ثبت گردید.

## ثبت جهانی
این اثر در ۴۴امین نشست سازمان یونسکو به میزبانی چین با شماره ثبت ۱۶۱۴ ثبت جهانی شد.